# Autoenkoder wariacyjny

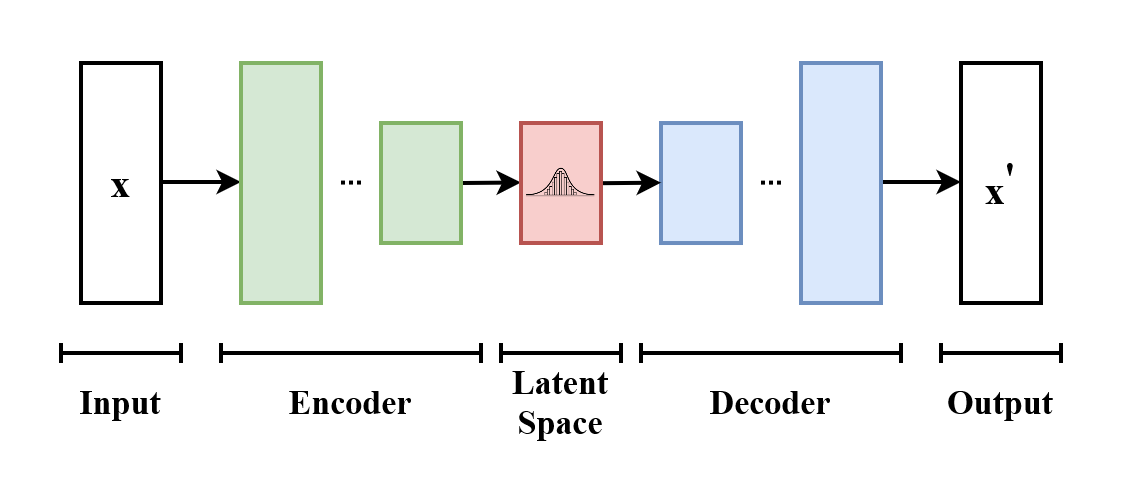
Podstawowy schemat autoenkodera wariacyjnego. Model otrzymuje jako dane wejściowe. Koder kompresuje go do przestrzeni utajonej. Dekoder otrzymuje jako dane wejściowe informacje pobrane z przestrzeni ukrytej i generuje, podobne do.

Autoenkoder wariacyjny (ang. variational autoencoder, VAE) – architektura sztucznej sieci neuronowej będąca ewolucją architektury autoenkodera, operująca na wnioskowaniu bayesowskim. 
Pomimo faktu, że VAE został zaprojektowany do uczenia nienadzorowanego, jego skuteczność została udowodniona w uczeniu półnadzorowanym i nadzorowanym.